# Camptolepis crassifolia
Camptolepis crassifolia är en kinesträdsväxtart som beskrevs av René Paul Raymond Capuron. Camptolepis crassifolia ingår i släktet Camptolepis och familjen kinesträdsväxter. Inga underarter finns listade i Catalogue of Life.